# منعم الادریسی
منعم الادریسی (انگلیسی: Mounaïm El Idrissy؛ زادهٔ ۱۰ فوریهٔ ۱۹۹۹) بازیکن فوتبال اهل فرانسه است.
از باشگاه‌هایی که در آن بازی کرده‌است می‌توان به باشگاه فوتبال آژاکسیو اشاره کرد.